# Defendor
Defendor è un film del 2009 diretto da Peter Stebbings, con Woody Harrelson.

## Trama
Arthur Poppington è un uomo con problemi mentali dall'infanzia drammatica che sotto le spoglie del supereroe della vita reale chiamato "Defendor" è alla ricerca di "Capitan Industria" che egli crede responsabile della morte di sua madre. Un giorno Arthur assale Chuck Dooney, un poliziotto corrotto che crede sia uno scagnozzo di Capitan Industria, finendo arrestato, ma viene scarcerato dopo aver simpatizzato col Capitano della polizia Fairbanks. Arthur lavora come operaio edile e vive nel capannone del cantiere della città, dove ha sistemato un vero e proprio rifugio segreto per il suo alter ego. Arthur ha così una vita molto solitaria, finché un giorno, dopo un altro scontro con Dooney, egli incontra la giovane prostituta Katerina "Angel" Debrofkowitz e stringe un rapporto con lei quando questa rivela di conoscere Capitan Industria.
Il superiore e amico di Arthur, Paul Carter (al quale Arthur ha salvato il figlio dall'essere investito da un'auto), è preoccupato per il suo stile di vita e della sua frequentazione con Angel, così lo invita a vivere sotto il suo tetto. Arthur rifiuta l'offerta e Paul si limita a regalargli il suo telefono cellulare per assisterlo in caso di necessità. Di sera, Defendor si aggira per le strade seguendo gli indizi di Angel e spia un raduno di criminali dove scorge il criminale serbo Radovan Kristic, l'uomo che crede sia Capitan Industria, prima di venir inseguito dai sicari. Dopo un violento scontro, Defendor scaccia via i criminali chiamando Paul al cellulare, ma viene colpito alla pancia con delle Palline di vernice. Arthur viene soccorso da Angel e Paul, che lo portano all'ospedale e qui Paul esprime a lei il disappunto che prova nei suoi confronti. Più tardi quando Angel e Paul se ne sono andati, Arthur si risveglia e, convinto di essere a prova di proiettile visto che è rimasto incolume dagli spari, evade dall'ospedale e assale violentemente il padre di Angel, che l'aveva fatta prostituire da piccola.
Arthur viene così arrestato e portato in un Ospedale psichiatrico giudiziario e racconta tutta la sua storia alla Dottoressa Park, mentre Defendor diventa un fenomeno pubblico tra i cittadini, aprendo diversi dibattiti. La Park ammira Arthur per la sua onestà, ma trova i suoi metodi troppo poco ortodossi e capisce che la figura di Defendor per Arthur è un modo per evadere dalla sua identità e diventare un essere superiore che gli dà la forza di fare la differenza. In seguito ad un processo, il giudice decide di lasciare Arthur in libertà vigilata e gli vieta di essere Defendor, causandogli così una grande depressione. Nel frattempo, Angel viene rapita da Dooney, che minaccia ad Arthur di ucciderla se oserà proferire le informazioni che ha preso dagli affari criminali alla polizia. Arthur così va contro quello che gli è stato detto e si rimette il costume di Defendor per andare a salvare Angel. Intanto lei riesce a sfuggire da Dooney rubandogli la pistola e sparandogli ai genitali, prima di venir raggiunta da Arthur, al quale consegna l'arma per difendersi dal Capitan Industria. Defendor riesce ad affrontare gli uomini di Capitan Industria, ma viene colpito a morte dal criminale, prima che questo affronti la polizia, giunta nel posto. Angel raggiunge così il morente Arthur e sul punto di morte, visto che aveva rivelato di avere un talento letterario e venendo descritta "come Lois Lane", Angel promette ad Arthur di cambiare vita, prima che questo muoia per le ferite subite.
Nel finale, Capitan Industria viene arrestato a vita e rispedito nel suo paese, Angel diventa una giornalista mentre Paul, la sua famiglia e altri cittadini portano dei doni davanti a un graffito ritraente Defendor, in memoria di Arthur.